# Daigo Higa
Pour les articles homonymes, voir Higa.
Daigo Higa (比嘉 大吾, Higa Daigo) est un boxeur japonais né le 9 août 1995 à Urasoe.

## Carrière
Champion d'Asie OPBF des poids mouches en 2016, il devient champion du monde WBC de la catégorie après sa victoire par arrêt de l'arbitre au 6e round contre Juan Hernandez Navarrete le 20 mai 2017. Higa conserve son titre le 22 octobre 2017 en stoppant au 7e round le français Thomas Masson mais il perd à son tour le 15 avril 2018 par arrêt de l'arbitre au 9e round contre Cristofer Rosales.